# Szwecja na Letnich Igrzyskach Olimpijskich 2016
Szwecja na Letnich Igrzyskach Olimpijskich 2016 – występ kadry sportowców reprezentujących Szwecję na igrzyskach olimpijskich w Rio de Janeiro. Reprezentacja liczyła 152 zawodników – 65 mężczyzn i 86 kobiet. Był to dwudziesty siódmy start reprezentacji Szwecji na letnich igrzyskach olimpijskich.

## Zdobyte medale
| Medal  | Zawodnik | Dyscyplina  | Konkurencja                | Rezultat                                                                      | Data        | Źródło               |
| ------ | --- | ----------- | -------------------------- | ----------------------------------------------------------------------------- | ----------- | -------------------- |
| Złoto  | Sarah Sjöström | Pływanie    | 100 m stylem motylkowym    | 55,48                                                                         | 7 sierpnia  | [ 3 ] [ 4 ] [ 5 ]    |
| Złoto  | Jenny Rissveds | Kolarstwo   | cross-country              | 1:30,15                                                                       | 20 sierpnia | [ 6 ] [ 7 ]          |
| Srebro | Emma Johansson | Kolarstwo   | wyścig ze startu wspólnego | 3:51:27                                                                       | 7 sierpnia  | [ 8 ] [ 9 ] [ 10 ]   |
| Srebro | Sarah Sjöström | Pływanie    | 200 m stylem dowolnym      | 1:54,08                                                                       | 9 sierpnia  | [ 11 ] [ 12 ] [ 13 ] |
| Srebro | Marcus Svensson | Strzelectwo | skeet                      | W finale przegrał z reprezentantem Włoch Gabriele Rossettim 15:16             | 13 sierpnia | [ 14 ] [ 15 ] [ 16 ] |
| Srebro | Henrik Stenson | Golf        | turniej mężczyzn           | 270                                                                           | 14 sierpnia | [ 17 ] [ 18 ] [ 19 ] |
| Srebro | Peder Fredricson | Jeździectwo | skoki indywidualnie        | 43,35                                                                         | 19 sierpnia | [ 20 ] [ 21 ] [ 22 ] |
| Srebro | Jonna Andersson Emilia Appelqvist Kosovare Asllani Emma Berglund Stina Blackstenius Hilda Carlén Lisa Dahlkvist Magdalena Ericsson Nilla Fischer Pauline Hammarlund Sofia Jakobsson Hedvig Lindahl Fridolina Rolfö Elin Rubensson Jessica Samuelsson Lotta Schelin Caroline Seger Linda Sembrant Olivia Schough | Piłka nożna | turniej kobiet             | W finale przegrały z reprezentacją Niemiec 1:2                                | 19 sierpnia | [ 23 ] [ 24 ] [ 25 ] |
| Brąz   | Sarah Sjöström | Pływanie    | 100 m stylem dowolnym      | 52,99                                                                         | 11 sierpnia | [ 26 ] [ 27 ] [ 28 ] |
| Brąz   | Jenny Fransson | Zapasy      | kategoria do 69 kg         | W pojedynku o brązowy medal wygrała z reprezentantką Kanady Dorothy Yeats 2:1 | 17 sierpnia | [ 29 ] [ 30 ] [ 31 ] |
| Brąz   | Sofia Mattsson | Zapasy      | kategoria do 53 kg         | W pojedynku o brązowy medal wygrała z reprezentantką Chin Zhong Xuechun 6:0   | 18 sierpnia | [ 32 ] [ 33 ] [ 34 ] |

## Reprezentanci

### Badminton
| Zawodnik         | Konkurencja             | Faza grupowa               | Faza grupowa                | Faza grupowa | Eliminacje        | Ćwierćfinał       | Półfinał          | Finał             | Finał   | Źródło               |
| Zawodnik         | Konkurencja             | Przeciwnik Punkty          | Przeciwnik Punkty           | Miejsce      | Przeciwnik Punkty | Przeciwnik Punkty | Przeciwnik Punkty | Przeciwnik Punkty | Miejsce | Źródło               |
| ---------------- | ----------------------- | -------------------------- | --------------------------- | ------------ | ----------------- | ----------------- | ----------------- | ----------------- | ------- | -------------------- |
| Henri Hurskainen | gra pojedyncza mężczyzn | Muñoz W 2-0 (21-12, 21-11) | Kidambi P 0-2 (6-21, 18-21) | 2.           | NQ                | NQ                | NQ                | NQ                | NQ      | [ 35 ] [ 36 ] [ 37 ] |

### Boks
Kobiety
| Zawodniczka       | Konkurencja  | 1/8                 | Ćwierćfinał         | Półfinał            | Finał               | Finał   | Źródło               |
| Zawodniczka       | Konkurencja  | Przeciwniczka Wynik | Przeciwniczka Wynik | Przeciwniczka Wynik | Przeciwniczka Wynik | Miejsce | Źródło               |
| ----------------- | ------------ | ------------------- | ------------------- | ------------------- | ------------------- | ------- | -------------------- |
| Anna Laurell Nash | waga średnia | Marshall P 0-3      | NQ                  | NQ                  | NQ                  | 9.      | [ 38 ] [ 39 ] [ 40 ] |

### Gimnastyka

#### Gimnastyka sportowa
Kobiety
| Zawodniczka  | Konkurencja           | Kwalifikacje | Kwalifikacje | Kwalifikacje | Kwalifikacje | Kwalifikacje | Kwalifikacje | Finał    | Finał    | Finał    | Finał    | Finał | Finał   | Źródło        |
| Zawodniczka  | Konkurencja           | Przyrząd     | Przyrząd     | Przyrząd     | Przyrząd     | Razem        | Miejsce      | Przyrząd | Przyrząd | Przyrząd | Przyrząd | Razem | Miejsce | Źródło        |
| Zawodniczka  | Konkurencja           | V            | UB           | BB           | F            | Razem        | Miejsce      | V        | UB       | BB       | F        | Razem | Miejsce | Źródło        |
| ------------ | --------------------- | ------------ | ------------ | ------------ | ------------ | ------------ | ------------ | -------- | -------- | -------- | -------- | ----- | ------- | ------------- |
| Emma Larsson | wielobój indywidualny | 14,066       | 12,766       | 14,133       | 13,000       | 54,332       | 35.          | NQ       | NQ       | NQ       | NQ       | NQ    | NQ      | [ 41 ] [ 42 ] |

### Golf
| Zawodnik          | Konkurencja | Runda 1 | Runda 2 | Runda 3 | Runda 4 | Razem  | Razem       | Razem   | Źródło               |
| Zawodnik          | Konkurencja | Punkty  | Punkty  | Punkty  | Punkty  | Punkty | Poniżej par | Pozycja | Źródło               |
| ----------------- | ----------- | ------- | ------- | ------- | ------- | ------ | ----------- | ------- | -------------------- |
| David Lingmerth   | mężczyźni   | 69      | 70      | 68      | 71      | 278    | −6          | =11.    | [ 17 ] [ 18 ] [ 19 ] |
| Henrik Stenson    | mężczyźni   | 66      | 68      | 68      | 68      | 270    | –14         | 2.      | [ 17 ] [ 18 ] [ 19 ] |
| Pernilla Lindberg | kobiety     | 74      | 73      | 69      | 70      | 286    | +2          | =31.    | [ 43 ] [ 44 ]        |
| Anna Nordqvist    | kobiety     | 71      | 70      | 68      | 69      | 278    | −6          | =11.    | [ 43 ] [ 44 ]        |

### Jeździectwo

#### Skoki przez przeszkody
| Zawodnik                                                       | Koń         | Konkurencja   | Kwalifikacje | Kwalifikacje | Kwalifikacje | Kwalifikacje | Kwalifikacje | Kwalifikacje | Kwalifikacje | Kwalifikacje | Finał   | Finał   | Finał   | Finał   | Finał   | Razem | Razem   | Źródło               |
| Zawodnik                                                       | Koń         | Konkurencja   | Runda 1      | Runda 1      | Runda 2      | Runda 2      | Runda 2      | Runda 3      | Runda 3      | Runda 3      | Runda A | Runda A | Runda B | Runda B | Runda B | Razem | Razem   | Źródło               |
| Zawodnik                                                       | Koń         | Konkurencja   | Kary         | Miejsce      | Kary         | Łącznie      | Miejsce      | Kary         | Łącznie      | Miejsce      | Kary    | Miejsce | Kary    | Łącznie | Miejsce | Kary  | Miejsce | Źródło               |
| -------------------------------------------------------------- | ----------- | ------------- | ------------ | ------------ | ------------ | ------------ | ------------ | ------------ | ------------ | ------------ | ------- | ------- | ------- | ------- | ------- | ----- | ------- | -------------------- |
| Malin Baryard-Johnsson                                         | Cue Channa  | indywidualnie | 8            | =53. Q       | 4            | 12           | 46. TO       | 17           | —            | —            | NQ      | NQ      | NQ      | NQ      | NQ      | NQ    | NQ      | [ 20 ] [ 21 ] [ 22 ] |
| Rolf-Göran Bengtsson                                           | Unita       | indywidualnie | 16           | 64. TO       | 4            | TO           | TO           | 1            | —            | —            | NQ      | NQ      | NQ      | NQ      | NQ      | NQ    | NQ      | [ 20 ] [ 21 ] [ 22 ] |
| Peder Fredricson                                               | All In      | indywidualnie | 0            | 1. Q         | 0            | 0            | 1            | 1            | 1            | 2. Q         | 0       | 1. Q    | 0       | 0       | 2. Q    | 0     | 2.      | [ 20 ] [ 21 ] [ 22 ] |
| Henrik von Eckermann                                           | Yajamila    | indywidualnie | 0            | 1. Q         | 4            | 4            | 15. Q        | 8            | 12           | 31. Q        | 4       | 16. Q   | 12      | 16      | 24.     | 16    | 24.     | [ 20 ] [ 21 ] [ 22 ] |
| Roger-Yves Bost Pénélope Leprevost Philippe Rozier Kevin Staut | Patrz wyżej | drużynowo     | 8            | =8. Q        | 8            | —            | =7. Q        | 10           | 18           | =7.          | —       | —       | —       | —       | —       | 18    | =7.     | [ 45 ] [ 46 ] [ 47 ] |

#### Ujeżdżenie
| Zawodnik                                                                | Koń             | Konkurencja              | Grand Prix | Grand Prix | Grand Prix Special | Grand Prix Special | Grand Prix Freestyle | Grand Prix Freestyle | Razem  | Razem   | Źródło               |
| Zawodnik                                                                | Koń             | Konkurencja              | Punkty     | Pozycja    | Punkty             | Pozycja            | Technika             | Artystyka            | Punkty | Pozycja | Źródło               |
| ----------------------------------------------------------------------- | --------------- | ------------------------ | ---------- | ---------- | ------------------ | ------------------ | -------------------- | -------------------- | ------ | ------- | -------------------- |
| Mads Hendeliowitz                                                       | Jimmie Choo SEQ | Ujeżdżenie indywidualnie | 71,771     | 29. Q      | 71,681             | 29.                | NQ                   | NQ                   | NQ     | NQ      | [ 48 ] [ 49 ] [ 50 ] |
| Patrik Kittel                                                           | Deja            | Ujeżdżenie indywidualnie | 74,586     | 22. Q      | 73,866             | 18. Q              | 78,286               | 73,750               | 76,018 | 16.     | [ 48 ] [ 49 ] [ 50 ] |
| Juliette Ramel                                                          | Buriel          | Ujeżdżenie indywidualnie | 74,943     | 19. Q      | 72,045             | 28.                | NQ                   | NQ                   | NQ     | NQ      | [ 48 ] [ 49 ] [ 50 ] |
| Tinne Vilhelmson-Silfvén                                                | Don Auriello    | Ujeżdżenie indywidualnie | 76,414     | 11. Q      | 77,199             | 7. Q               | 78,393               | 84,714               | 81,535 | 8.      | [ 48 ] [ 49 ] [ 50 ] |
| Mads Hendeliowitz Patrik Kittel Juliette Ramel Tinne Vilhelmson-Silfvén | Patrz wyżej     | Ujeżdżenie drużynowo     | 765,319    | 5. Q       | 74,370             | 5.                 | —                    | —                    | 74,845 | 5.      | [ 51 ] [ 52 ] [ 53 ] |

#### WKKW
| Zawodnik                                                                 | Koń         | Konkurencja   | Ujeżdżenie | Ujeżdżenie | Próba terenowa | Próba terenowa | Razem  | Razem   | Skoki        | Skoki        | Skoki        | Skoki | Skoki | Skoki   | Łącznie | Łącznie | Źródło               |
| Zawodnik                                                                 | Koń         | Konkurencja   | Ujeżdżenie | Ujeżdżenie | Próba terenowa | Próba terenowa | Razem  | Razem   | Kwalifikacje | Kwalifikacje | Kwalifikacje | Finał | Finał | Finał   | Łącznie | Łącznie | Źródło               |
| Zawodnik                                                                 | Koń         | Konkurencja   | Kary       | Miejsce    | Kary           | Miejsce        | Kary   | Miejsce | Kary         | Razem        | Miejsce      | Kary  | Razem | Miejsce | Razem   | Miejsce | Źródło               |
| ------------------------------------------------------------------------ | ----------- | ------------- | ---------- | ---------- | -------------- | -------------- | ------ | ------- | ------------ | ------------ | ------------ | ----- | ----- | ------- | ------- | ------- | -------------------- |
| Linda Algotsson                                                          | Fairnet     | indywidualnie | 50,90      | 47.        | 109,60         | 47.            | 160,50 | 48.     | 4,0          | 164,50       | 45.          | NQ    | NQ    | NQ      | 165,50  | 45.     | [ 54 ] [ 55 ] [ 56 ] |
| Sara Algotsson Ostholt                                                   | Reality     | indywidualnie | 45,30      | 19.        | 61,20          | 37.            | 106,60 | 37.     | 6,00         | 112,60       | 36.          | NQ    | NQ    | NQ      | 112,60  | 36.     | [ 54 ] [ 55 ] [ 56 ] |
| Frida Andersén                                                           | Herta       | indywidualnie | 47,90      | 36.        | 9,20           | 12.            | 57,10  | 12.     | WC           | WC           | WC           | NQ    | NQ    | NQ      | NQ      | NQ      | [ 54 ] [ 55 ] [ 56 ] |
| Ludwig Svennerstål                                                       | Aspe        | indywidualnie | 51.00      | 48.        | 28.40          | 27.            | 79,40  | 26.     | 8,00         | 87,40        | 27.          | NQ    | NQ    | NQ      | 87,40   | 27.     | [ 54 ] [ 55 ] [ 56 ] |
| Linda Algotsson Sara Algotsson Ostholt Frida Andersén Ludwig Svennerstål | Patrz wyżej | drużynowo     | 144,20     | 10.        | 98.80          | 7.             | 243,10 | 7.      | 121,40       | 364,50       | 11.          | —     | —     | —       | 364,50  | 11.     | [ 57 ] [ 58 ] [ 59 ] |

### Judo
Mężczyźni
| Zawodnik     | Konkurencja | 1/32             | 1/16              | 1/8              | Ćwierćfinał      | Półfinał         | Repasaż          | Finał/BM           | Finał/BM | Źródło               |
| Zawodnik     | Konkurencja | Przeciwnik Wynik | Przeciwnik Wynik  | Przeciwnik Wynik | Przeciwnik Wynik | Przeciwnik Wynik | Przeciwnik Wynik | Przeciwnik Wynik   | Pozycja  | Źródło               |
| ------------ | ----------- | ---------------- | ----------------- | ---------------- | ---------------- | ---------------- | ---------------- | ------------------ | -------- | -------------------- |
| Robin Pacek  | – 81 kg     | BYE              | Stevens P 000-001 | NQ               | NQ               | NQ               | NQ               | NQ                 | 17.      | [ 60 ] [ 61 ] [ 62 ] |
| Marcus Nyman | – 90 kg     | BYE              | Jurajew W 101-001 | Yovo W 100-000   | Cheng P 000-100  | NQ               | Iddir W 100-000  | Gwak D-h P 000-100 | 5.       | [ 60 ] [ 63 ] [ 64 ] |
| Martin Pacek | – 100 kg    | BYE              | Cho G-h P 000-000 | NQ               | NQ               | NQ               | NQ               | NQ                 | 17.      | [ 60 ] [ 65 ] [ 66 ] |

Kobiety
| Zawodniczka    | Konkurencja | 1/16                | 1/8                 | Ćwierćfinał         | Półfinał            | Repasaż             | Finał/BM            | Finał/BM | Źródło               |
| Zawodniczka    | Konkurencja | Przeciwniczka Wynik | Przeciwniczka Wynik | Przeciwniczka Wynik | Przeciwniczka Wynik | Przeciwniczka Wynik | Przeciwniczka Wynik | Pozycja  | Źródło               |
| -------------- | ----------- | ------------------- | ------------------- | ------------------- | ------------------- | ------------------- | ------------------- | -------- | -------------------- |
| Mia Hermansson | – 63 kg     | —                   | Gwend P 000-101     | NQ                  | NQ                  | NQ                  | NQ                  | 9.       | [ 60 ] [ 67 ] [ 68 ] |

### Kajakarstwo

#### Kajakarstwo górskie
Mężczyźni
| Zawodnik      | Konkurencja | Eliminacje | Eliminacje | Eliminacje | Eliminacje | Eliminacje | Eliminacje | Półfinał | Półfinał | Finał | Finał   | Źródło        |
| Zawodnik      | Konkurencja | Zjazd 1    | Miejsce    | Zjazd 2    | Miejsce    | Najlepszy  | Miejsce    | Czas     | Miejsce  | Czas  | Miejsce | Źródło        |
| ------------- | ----------- | ---------- | ---------- | ---------- | ---------- | ---------- | ---------- | -------- | -------- | ----- | ------- | ------------- |
| Isak Öhrström | K-1         | 92,37      | 10.        | 91,43      | 11.        | 91,43      | 13. Q      | 156,77   | 15.      | NQ    | NQ      | [ 69 ] [ 70 ] |

#### Kajakarstwo klasyczne
Mężczyźni
| Zawodnik       | Konkurencja | Eliminacje | Eliminacje | Półfinał | Półfinał | Finał  | Finał   | Pozycja | Źródło        |
| Zawodnik       | Konkurencja | Czas       | Pozycja    | Czas     | Pozycja  | Czas   | Pozycja | Pozycja | Źródło        |
| -------------- | ----------- | ---------- | ---------- | -------- | -------- | ------ | ------- | ------- | ------------- |
| Petter Menning | K-1 200 m   | 35,264     | 5. Q       | 34,995   | 6. FB    | 37,104 | 2.      | 10.     | [ 71 ] [ 72 ] |

Kobiety
| Zawodniczka                     | Konkurencja | Eliminacje | Eliminacje | Półfinał | Półfinał | Finał    | Finał   | Pozycja | Źródło        |
| Zawodniczka                     | Konkurencja | Czas       | Pozycja    | Czas     | Pozycja  | Czas     | Pozycja | Pozycja | Źródło        |
| ------------------------------- | ----------- | ---------- | ---------- | -------- | -------- | -------- | ------- | ------- | ------------- |
| Linnea Stensils                 | K-1 200 m   | 40,828     | 2. Q       | 42,245   | 2. FA    | 41,293   | 7.      | 7.      | [ 73 ] [ 74 ] |
| Karin Johansson                 | K-1 500 m   | 1:55,049   | 4. Q       | 1:59,321 | 4. FB    | 1:58,363 | 6.      | 14.     | [ 75 ] [ 76 ] |
| Karin Johansson Sofia Paldanius | K-2 500 m   | 1:46,456   | 7. Q       | 1:44,090 | 5. FB    | 1:47,207 | 1.      | 9.      | [ 77 ] [ 78 ] |

### Kolarstwo

#### Kolarstwo górskie
| Zawodniczka    | Konkurencja | Czas    | Miejsce | Źródło      |
| -------------- | ----------- | ------- | ------- | ----------- |
| Jenny Rissveds | kobiety     | 1:30:16 | 1.      | [ 6 ] [ 7 ] |

#### Kolarstwo szosowe
Kobiety
| Zawodniczka    | Konkurencja                | Czas    | Miejsce | Źródło             |
| -------------- | -------------------------- | ------- | ------- | ------------------ |
| Emilia Fahlin  | wyścig ze startu wspólnego | 3:58:03 | 27.     | [ 8 ] [ 9 ] [ 10 ] |
| Emma Johansson | wyścig ze startu wspólnego | 3:51:27 | 2.      | [ 8 ] [ 9 ] [ 10 ] |
| Sara Mustonen  | wyścig ze startu wspólnego | DNF     | DNF     | [ 8 ] [ 9 ] [ 10 ] |

### Lekkoatletyka
Mężczyźni
Konkurencje biegowe
| Zawodnik          | Konkurencja   | Finał | Finał   | Źródło               |
| Zawodnik          | Konkurencja   | Wynik | Miejsce | Źródło               |
| ----------------- | ------------- | ----- | ------- | -------------------- |
| Perseus Karlström | chód na 20 km | DNF   | DNF     | [ 79 ] [ 80 ] [ 81 ] |

Konkurencje techniczne
| Zawodnik               | Konkurencja    | Eliminacje | Eliminacje | Finał    | Finał   | Źródło               |
| Zawodnik               | Konkurencja    | Rezultat   | Miejsce    | Rezultat | Miejsce | Źródło               |
| ---------------------- | -------------- | ---------- | ---------- | -------- | ------- | -------------------- |
| Melker Svärd-Jacobsson | skok o tyczce  | DNS        | DNS        | NQ       | NQ      | [ 82 ] [ 83 ] [ 84 ] |
| Michel Tornéus         | skok w dal     | 7,64       | 27.        | NQ       | NQ      | [ 85 ] [ 86 ] [ 87 ] |
| Axel Härstedt          | rzut dyskiem   | 63,58      | 7. q       | 62,12    | 10.     | [ 88 ] [ 89 ] [ 90 ] |
| Daniel Ståhl           | rzut dyskiem   | 62,26      | 14.        | NQ       | NQ      | [ 88 ] [ 89 ] [ 90 ] |
| Kim Amb                | rzut oszczepem | 80,49      | 17.        | NQ       | NQ      | [ 91 ] [ 92 ] [ 93 ] |

Kobiety
Konkurencje biegowe
| Zawodniczka        | Konkurencja                   | Eliminacje | Eliminacje | Półfinał | Półfinał | Finał    | Finał   | Źródło                  |
| Zawodniczka        | Konkurencja                   | Wynik      | Miejsce    | Wynik    | Miejsce  | Wynik    | Miejsce | Źródło                  |
| ------------------ | ----------------------------- | ---------- | ---------- | -------- | -------- | -------- | ------- | ----------------------- |
| Lovisa Lindh       | bieg na 800 m                 | 2:00,04    | 2. Q       | 1:59,41  | 4.       | NQ       | NQ      | [ 94 ] [ 95 ] [ 96 ]    |
| Meraf Bahta        | bieg na 1500 m                | 4:06,82    | 5. Q       | 4:06,41  | 5. Q     | 4:12,59  | 6.      | [ 97 ] [ 98 ] [ 99 ]    |
| Sarah Lahti        | bieg na 10 000 m              | —          | —          | —        | —        | 31:28,43 | 12.     | [ 100 ] [ 101 ] [ 102 ] |
| Susanna Kallur     | bieg na 100 m przez płotki    | 13,04      | 5.         | NQ       | NQ       | NQ       | NQ      | [ 103 ] [ 104 ] [ 105 ] |
| Charlotta Fougberg | bieg na 3000 m z przeszkodami | 9:31,16    | 8.         | —        | —        | NQ       | NQ      | [ 106 ] [ 107 ] [ 108 ] |

Konkurencje techniczne
| Zawodniczka        | Konkurencja   | Eliminacje | Eliminacje | Finał    | Finał   | Źródło                  |
| Zawodniczka        | Konkurencja   | Rezultat   | Miejsce    | Rezultat | Miejsce | Źródło                  |
| ------------------ | ------------- | ---------- | ---------- | -------- | ------- | ----------------------- |
| Khaddi Sagnia      | skok w dal    | 6,25       | 27.        | NQ       | NQ      | [ 109 ] [ 110 ] [ 111 ] |
| Michaela Meijer    | skok o tyczce | 4,45       | 17.        | NQ       | NQ      | [ 112 ] [ 113 ] [ 114 ] |
| Angelica Bengtsson | skok o tyczce | 4,55       | 14.        | NQ       | NQ      | [ 112 ] [ 113 ] [ 114 ] |
| Erika Kinsey       | skok wzwyż    | 1,85       | 29.        | NQ       | NQ      | [ 115 ] [ 116 ] [ 117 ] |
| Sofie Skoog        | skok wzwyż    | 1,94       | 7. Q       | 1,93     | =7.     | [ 115 ] [ 116 ] [ 117 ] |

### Łucznictwo
Kobiety
| Zawodniczka         | Konkurencja   | Runda rankingowa | Runda rankingowa | 1/32                | 1/16                | 1/8                 | Ćwierćfinał         | Półfinał            | Finał               | Finał   | Źródło                  |
| Zawodniczka         | Konkurencja   | Punkty           | Rozstawienie     | Przeciwniczka Wynik | Przeciwniczka Wynik | Przeciwniczka Wynik | Przeciwniczka Wynik | Przeciwniczka Wynik | Przeciwniczka Wynik | Pozycja | Źródło                  |
| ------------------- | ------------- | ---------------- | ---------------- | ------------------- | ------------------- | ------------------- | ------------------- | ------------------- | ------------------- | ------- | ----------------------- |
| Christine Bjerendal | indywidualnie | 611              | 47.              | Rendón W 6-2        | Kang U-j P 2-6      | NQ                  | NQ                  | NQ                  | NQ                  | NQ      | [ 118 ] [ 119 ] [ 120 ] |

### Piłka nożna

#### Turniej mężczyzn
- Reprezentacja mężczyzn

Trener: Håkan Ericson
| - Andreas Linde - Adam Lundqvist - Alexander Milošević - Joakim Nilsson - Pa Konate - Abdul Khalili - Simon Tibbling - Alexander Fransson - Robin Quaison |  | - Muamer Tanković - Astrit Ajdarević (k) - Mikael Ishak - Jacob Une Larsson - Sebastian Starke Hedlund - Noah Sonko Sundberg - Ken Sema - Tim Erlandsson - Valmir Berisha |

Źródło:
Grupa B
| Zespół   | Pkt | M | W | R | P | Br+ | Br− | +/− |
| -------- | --- | - | - | - | - | --- | --- | --- |
| Nigeria  | 6   | 3 | 2 | 0 | 1 | 6   | 6   | 0   |
| Kolumbia | 5   | 3 | 1 | 2 | 0 | 6   | 4   | +2  |
| Japonia  | 4   | 3 | 1 | 1 | 1 | 7   | 7   | 0   |
| Szwecja  | 1   | 3 | 0 | 1 | 2 | 2   | 4   | -2  |

Faza grupowa
| 5 sierpnia 2016 00:00 CET | Szwecja · Mikael Ishak 43' · Astrit Ajdarević 62' | 2:2(1:1)Raport | Kolumbia · 17' Teófilo Gutiérrez · 75' Dorlan Pabon | Arena Amazônia, Manaus Widzów: 29 996 Sędzia: Fahad Al Mirdasi |
|                           |                                                   |                |                                                     |                                                                |

| 7 sierpnia 2016 00:00 CET | Szwecja | 0:1(0:1)Raport | Nigeria · 40' Umar Sadiq | Arena Amazônia, Manaus Widzów: 23 892 Sędzia: Matthew Conger |
|                           |         |                |                          |                                                              |

| 10 sierpnia 2016 00:00 CET | Japonia · Shin’ya Yajima 65' | 1:0(0:0)Raport | Szwecja | Fonte Nova, Salvador Sędzia: Malang Diedhiou |
|                            |                              |                |         |                                              |

#### Turniej kobiet
- Reprezentacja kobiet

Trener: Pia Sundhage
| - Hedvig Lindahl - Jonna Andersson - Linda Sembrant - Emma Berglund - Nilla Fischer - Magdalena Ericsson - Lisa Dahlkvist - Lotta Schelin (k) - Kosovare Asllani - Sofia Jakobsson |  | - Stina Blackstenius - Olivia Schough - Fridolina Rolfö - Emilia Appelqvist - Jessica Samuelsson - Elin Rubensson - Caroline Seger (k) - Hilda Carlén - Pauline Hammarlund |

Źródło:
Grupa E
| Zespół            | M | Z | R | P | GZ | GS | GR | Pkt |
| ----------------- | - | - | - | - | -- | -- | -- | --- |
| Brazylia          | 3 | 2 | 1 | 0 | 8  | 1  | +7 | 7   |
| Chiny             | 3 | 1 | 1 | 1 | 2  | 3  | -1 | 4   |
| Szwecja           | 3 | 1 | 1 | 1 | 2  | 5  | -3 | 4   |
| Południowa Afryka | 3 | 0 | 1 | 2 | 0  | 3  | -3 | 1   |

Faza grupowa

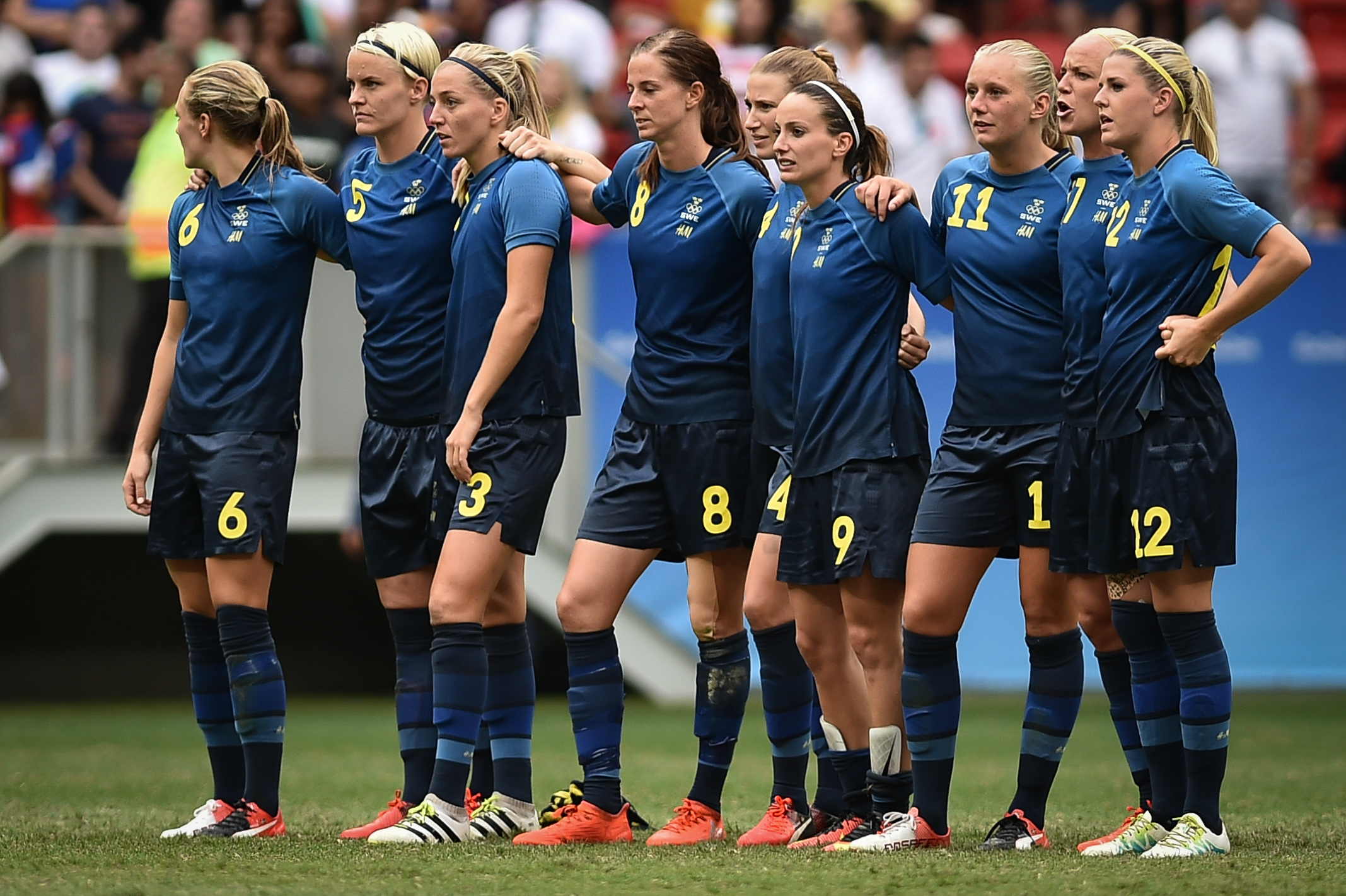
Piłkarki Szwecji podczas meczu z Amerykankami

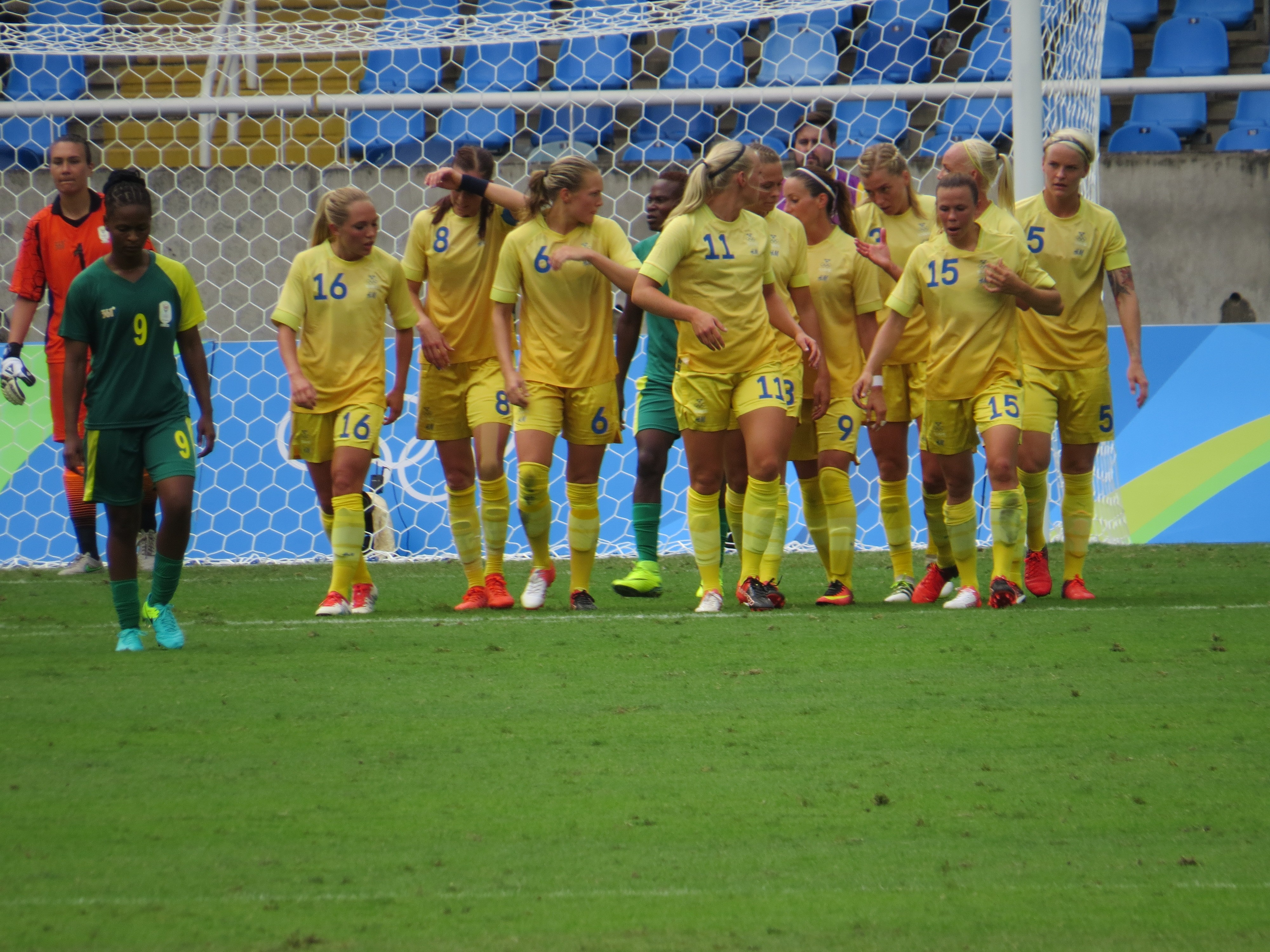
Podczas meczu z reprezentacją Południowej Afryki

| 3 sierpnia 2016 18:00 CET | Szwecja · Nilla Fischer 76' | 1:0(0:0)Raport | Południowa Afryka | Estádio Olímpico João Havelange – Engenhão, Rio de Janeiro Widzów: 13 439 Sędzia: Teodora Albon |
|                           |                             |                |                   |                                                                                                 |

| 7 sierpnia 2016 03:00 CET | Brazylia · Beatriz 21', 86' · Cristiane 24' · Marta 44' (k.) | 5:1(3:0)Raport | Szwecja · 89' Lotta Schelin | Estádio Olímpico João Havelange – Engenhão, Rio de Janeiro Widzów: 43 384 Sędzia: Lucia Venegas |
|                           |                                                              |                |                             |                                                                                                 |

| 10 sierpnia 2016 03:00 CET | Chiny | 0:0(0:0)Raport | Szwecja | Estádio Mané Garrincha, Brasília Widzów: 7648 Sędzia: Olga Miranda |
|                            |       |                |         |                                                                    |

Ćwierćfinał
| 12 sierpnia 2016 18:00 CET                                                | Stany Zjednoczone · Alex Morgan 77' | 1:1 dogr. k. 3:4(1:1, 0:0, 0:0)Raport                                               | Szwecja · 61' Stina Blackstenius | Estádio Mané Garrincha, Brasília Widzów: 13 892 Sędzia: Anna-Marie Keighley |
|                                                                           |                                     |                                                                                     |                                  |                                                                             |
|                                                                           |                                     | Rzuty karne                                                                         |                                  |                                                                             |
| Alex Morgan · Lindsey Horan · Carli Lloyd · Morgan Brian · Christen Press |                                     | Lotta Schelin · Kosovare Asllani · Linda Sembrant · Caroline Seger · Lisa Dahlkvist |                                  |                                                                             |

Półfinał
| 16 sierpnia 2016 18:00 CET                               | Brazylia | 0:0 dogr. k. 3:4(0:0)Raport                                                        | Szwecja | Maracanã, Rio de Janeiro Widzów: 70 454 Sędzia: Lucia Venegas |
|                                                          |          |                                                                                    |         |                                                               |
|                                                          |          | Rzuty karne                                                                        |         |                                                               |
| Marta · Cristiane · Andressa Alves · Rafaelle · Andressa |          | Lotta Schelin · Kosovare Asllani · Caroline Seger · Nilla Fischer · Lisa Dahlkvist |         |                                                               |

Finał
| 19 sierpnia 2016 22:30 CET | Szwecja · Stina Blackstenius 67' | 1:2(0:0)Raport | Niemcy · 48' Dzsenifer Marozsán · 62' (sam.) Linda Sembrant | Maracanã, Rio de Janeiro Widzów: 52 432 Sędzia: Carol Chenard |
|                            |                                  |                |                                                             |                                                               |

### Piłka ręczna

#### Turniej mężczyzn
- Reprezentacja mężczyzn

Trenerzy: Ola Lindgren, Staffan Olsson
| - Mattias Andersson - Kim Andersson - Jim Gottfridsson - Jerry Tollbring - Lukas Nilsson - Jonathan Stenbäcken - Johan Jakobsson |  | - Tobias Karlsson - Mikael Appelgren - Fredrik Petersen - Philip Stenmalm - Mattias Zachrisson - Andreas Nilsson - Jesper Nielsen |

Źródło:
Grupa B
| Lp. | Drużyna  | M | Mecze | Mecze | Mecze | Bramki | Bramki | Bramki | Pkt |
| Lp. | Drużyna  | M | W     | R     | P     | +      | −      | +/−    | Pkt |
| --- | -------- | - | ----- | ----- | ----- | ------ | ------ | ------ | --- |
| 1.  | Niemcy   | 5 | 4     | 0     | 1     | 153    | 141    | +12    | 8   |
| 2.  | Słowenia | 5 | 4     | 0     | 1     | 137    | 126    | +11    | 8   |
| 3.  | Brazylia | 4 | 2     | 0     | 2     | 141    | 150    | −9     | 4   |
| 4.  | Polska   | 5 | 2     | 0     | 3     | 139    | 140    | −1     | 4   |
| 5.  | Egipt    | 4 | 1     | 0     | 3     | 129    | 143    | −14    | 2   |
| 6.  | Szwecja  | 5 | 1     | 0     | 4     | 132    | 131    | +1     | 2   |

Faza grupowa

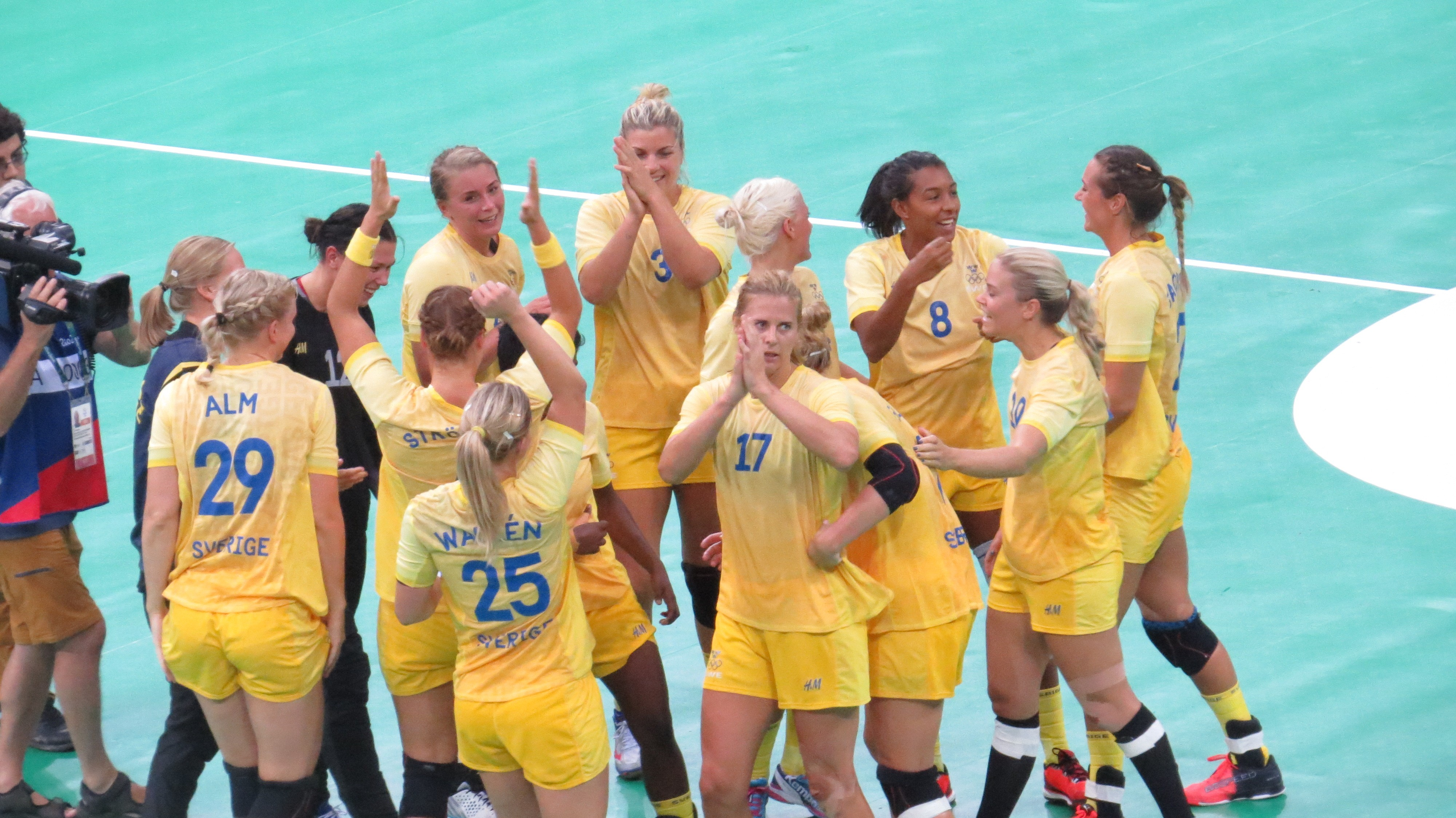
Reprezentantki Szwecji po wygranym meczu z Koreankami

| 7 sierpnia 201611:30 | Szwecja           | 29:32(15:18) | Niemcy        | Arena do Futuro, Rio de Janeiro Widzów: 7819 Sędzia: Mads Hansen, Martin Gjeding |
| 7 sierpnia 201611:30 | Jerry Tollbring 8 | 29:32(15:18) | 7 Julius Kühn | Arena do Futuro, Rio de Janeiro Widzów: 7819 Sędzia: Mads Hansen, Martin Gjeding |
| 7 sierpnia 201611:30 | 9× · 4× · 1×      | 29:32(15:18) | 9× · 3×       | Arena do Futuro, Rio de Janeiro Widzów: 7819 Sędzia: Mads Hansen, Martin Gjeding |

| 9 sierpnia 201619:50 | Egipt           | 26:25(12:13) | Szwecja            | Arena do Futuro, Rio de Janeiro Widzów: 4926 Sędzia: Alireza Mousaviyan, Majid Kolahdouzan |
| 9 sierpnia 201619:50 | Mohamed Sanad 7 | 26:25(12:13) | 5 Fredrik Petersen | Arena do Futuro, Rio de Janeiro Widzów: 4926 Sędzia: Alireza Mousaviyan, Majid Kolahdouzan |
| 9 sierpnia 201619:50 | 7× · 4×         | 26:25(12:13) | 8× · 3×            | Arena do Futuro, Rio de Janeiro Widzów: 4926 Sędzia: Alireza Mousaviyan, Majid Kolahdouzan |

| 11 sierpnia 201619:50 | Słowenia                     | 29:24(14:13) | Szwecja           | Arena do Futuro, Rio de Janeiro Widzów: 7470 Sędzia: Óscar Rayul, Angel Sabroso Ramirez |
| 11 sierpnia 201619:50 | Blaž Janc 5 · Simon Razgor 5 | 29:24(14:13) | 6 Jerry Tollbring | Arena do Futuro, Rio de Janeiro Widzów: 7470 Sędzia: Óscar Rayul, Angel Sabroso Ramirez |
| 11 sierpnia 201619:50 | 7× · 4×                      | 29:24(14:13) | 6× · 4×           | Arena do Futuro, Rio de Janeiro Widzów: 7470 Sędzia: Óscar Rayul, Angel Sabroso Ramirez |

| 13 sierpnia 201619:50 | Szwecja          | 24:25(13:12) | Polska           | Arena do Futuro, Rio de Janeiro Widzów: 8176 Sędzia: Lars Geipel, Marcus Helbig |
| 13 sierpnia 201619:50 | Philip Stenmal 8 | 24:25(13:12) | 8 Karol Bielecki | Arena do Futuro, Rio de Janeiro Widzów: 8176 Sędzia: Lars Geipel, Marcus Helbig |
| 13 sierpnia 201619:50 | 8× · 4×          | 24:25(13:12) | 3× · 2×          | Arena do Futuro, Rio de Janeiro Widzów: 8176 Sędzia: Lars Geipel, Marcus Helbig |

| 15 sierpnia 201616:40 | Szwecja           | 30:19(16:10) | Brazylia                   | Arena do Futuro, Rio de Janeiro Widzów: 9406 Sędzia: Duatre Santos, Ricardo Fonseca |
| 15 sierpnia 201616:40 | Philip Stenmaln 6 | 30:19(16:10) | 4 Jose Guilherme de Toledo | Arena do Futuro, Rio de Janeiro Widzów: 9406 Sędzia: Duatre Santos, Ricardo Fonseca |
| 15 sierpnia 201616:40 | 4× · 4×           | 30:19(16:10) | 3× · 2×                    | Arena do Futuro, Rio de Janeiro Widzów: 9406 Sędzia: Duatre Santos, Ricardo Fonseca |

#### Turniej kobiet
- Reprezentacja kobiet

Trener: Henrik Signell
| - Johanna Bundsen - Frida Tegstedt - Carin Strömberg - Linn Blohm - Jamina Roberts - Louise Sand - Michaela Ek - Filippa Idéhn |  | - Linnea Torstenson - Isabelle Gulldén - Hanna Blomstrand - Nathalie Hagman - Angelica Wallén - Sabina Jacobsen - Jenny Alm |

Źródło:
Grupa B
| Lp. | Drużyna          | M | Mecze | Mecze | Mecze | Bramki | Bramki | Bramki | Pkt |
| Lp. | Drużyna          | M | W     | R     | P     | +      | −      | +/−    | Pkt |
| --- | ---------------- | - | ----- | ----- | ----- | ------ | ------ | ------ | --- |
| 1.  | Rosja            | 5 | 5     | 0     | 0     | 165    | 147    | +18    | 10  |
| 2.  | Francja          | 5 | 4     | 0     | 1     | 118    | 93     | +25    | 8   |
| 3.  | Szwecja          | 5 | 2     | 1     | 2     | 150    | 141    | +9     | 5   |
| 4.  | Holandia         | 4 | 1     | 2     | 1     | 135    | 135    | 0      | 4   |
| 5.  | Korea Południowa | 5 | 1     | 1     | 3     | 130    | 136    | −6     | 3   |
| 6.  | Argentyna        | 5 | 0     | 0     | 5     | 101    | 147    | −46    | 0   |

Faza grupowa
| 6 sierpnia 201621:50 | Szwecja           | 31:21(13:9) | Argentyna         | Arena do Futuro, Rio de Janeiro Sędzia: Coulibaly, Diabaté |
| 6 sierpnia 201621:50 | Nathalie Hagman 6 | 31:21(13:9) | Luciana Mendoza 6 | Arena do Futuro, Rio de Janeiro Sędzia: Coulibaly, Diabaté |
| 6 sierpnia 201621:50 | 5× · 3×           | 31:21(13:9) | 6× · 1×           | Arena do Futuro, Rio de Janeiro Sędzia: Coulibaly, Diabaté |

| 8 sierpnia 20169:30 | Korea Południowa | 28:31(15:16) | Szwecja           | Arena do Futuro, Rio de Janeiro Sędzia: Røen, Arntsen |
| 8 sierpnia 20169:30 | Woo Sun-hee 7    | 28:31(15:16) | Nathalie Hagman 7 | Arena do Futuro, Rio de Janeiro Sędzia: Røen, Arntsen |
| 8 sierpnia 20169:30 | 3× · 4×          | 28:31(15:16) | 5× · 4×           | Arena do Futuro, Rio de Janeiro Sędzia: Røen, Arntsen |

| 10 sierpnia 201614:40 | Rosja                   | 36:34(15:18) | Szwecja             | Arena do Futuro, Rio de Janeiro Sędzia: Pinto, Menezes |
| 10 sierpnia 201614:40 | Władlena Bobrownikowa 6 | 36:34(15:18) | Isabelle Gulldén 11 | Arena do Futuro, Rio de Janeiro Sędzia: Pinto, Menezes |
| 10 sierpnia 201614:40 | 3× · 4× · 1×            | 36:34(15:18) | 6× · 3× · 1×        | Arena do Futuro, Rio de Janeiro Sędzia: Pinto, Menezes |

| 12 sierpnia 201611:30 | Szwecja            | 29:29(16:13) | Holandia           | Arena do Futuro, Rio de Janeiro Sędzia: Alpaidze, Berekzina |
| 12 sierpnia 201611:30 | Nathalie Hagman 14 | 29:29(16:13) | Angela Malestein 5 | Arena do Futuro, Rio de Janeiro Sędzia: Alpaidze, Berekzina |
| 12 sierpnia 201611:30 | 3× · 3×            | 29:29(16:13) | 1× · 2×            | Arena do Futuro, Rio de Janeiro Sędzia: Alpaidze, Berekzina |

| 14 sierpnia 201611:30 | Szwecja          | 25:27(13:15) | Francja               | Arena do Futuro, Rio de Janeiro Sędzia: Røen, Arntsen |
| 14 sierpnia 201611:30 | Jamina Roberts 8 | 25:27(13:15) | Alexandra Lacrabère 8 | Arena do Futuro, Rio de Janeiro Sędzia: Røen, Arntsen |
| 14 sierpnia 201611:30 | 2× · 2×          | 25:27(13:15) | 1× · 4×               | Arena do Futuro, Rio de Janeiro Sędzia: Røen, Arntsen |

Ćwierćfinał
| 16 sierpnia 201617:00 | Szwecja            | 20:33(7:19) | Norwegia        | Arena do Futuro, Rio de Janeiro Sędzia: Bonaventura, Bonaventura |
| 16 sierpnia 201617:00 | Isabelle Gulldén 9 | 20:33(7:19) | Stine Oftedal 6 | Arena do Futuro, Rio de Janeiro Sędzia: Bonaventura, Bonaventura |
| 16 sierpnia 201617:00 | 1× · 3×            | 20:33(7:19) | 1× · 2×         | Arena do Futuro, Rio de Janeiro Sędzia: Bonaventura, Bonaventura |

### Pływanie
Mężczyźni
| Zawodnik     | Konkurencja             | Eliminacje | Eliminacje | Półfinał | Półfinał | Finał | Finał   | Źródło                  |
| Zawodnik     | Konkurencja             | Czas       | Miejsce    | Czas     | Miejsce  | Czas  | Miejsce | Źródło                  |
| ------------ | ----------------------- | ---------- | ---------- | -------- | -------- | ----- | ------- | ----------------------- |
| Erik Persson | 100 m stykem klasycznym | 1:01,20    | 32.        | NQ       | NQ       | NQ    | NQ      | [ 138 ] [ 139 ] [ 140 ] |
| Erik Persson | 200 m stylem klasycznym | 2:10,15    | 12. Q      | 2:10,12  | 11.      | NQ    | NQ      | [ 141 ] [ 142 ] [ 143 ] |
| Simon Sjödin | 200 m motylkowym        | 1:56,46    | 13. Q      | 1:56,71  | 12.      | NQ    | NQ      | [ 144 ] [ 145 ] [ 146 ] |
| Simon Sjödin | 200 m stylem zmiennym   | 1:59,41    | 10. Q      | 2:00,81  | 16.      | NQ    | NQ      | [ 147 ] [ 148 ] [ 149 ] |

Kobiety
| Zawodniczka                                                                 | Konkurencja             | Eliminacje | Eliminacje | Półfinał | Półfinał | Finał   | Finał   | Źródło                  |
| Zawodniczka                                                                 | Konkurencja             | Czas       | Miejsce    | Czas     | Miejsce  | Czas    | Miejsce | Źródło                  |
| --------------------------------------------------------------------------- | ----------------------- | ---------- | ---------- | -------- | -------- | ------- | ------- | ----------------------- |
| Therese Alshammar                                                           | 50 m stylem dowolnym    | 24,73      | 12. Q      | 24,72    | 15.      | NQ      | NQ      | [ 150 ] [ 151 ] [ 152 ] |
| Michelle Coleman                                                            | 100 m stylem dowolnym   | DNS        | DNS        | NQ       | NQ       | NQ      | NQ      | [ 26 ] [ 27 ] [ 28 ]    |
| Michelle Coleman                                                            | 200 m stylem dowolnym   | 1:56,54    | 7. Q       | 1:56,05  | 5. Q     | 1:56,27 | 7.      | [ 11 ] [ 12 ] [ 13 ]    |
| Sarah Sjöström                                                              | 50 m stylem dowolnym    | 24,66      | 10. Q      | 24,69    | 13.      | NQ      | NQ      | [ 150 ] [ 151 ] [ 152 ] |
| Sarah Sjöström                                                              | 100 m stylem dowolnym   | 53,37      | 3. Q       | 53,16    | 4. Q     | 52,99   | 3.      | [ 26 ] [ 27 ] [ 28 ]    |
| Sarah Sjöström                                                              | 200 m stylem dowolnym   | 1:56,11    | 3. Q       | 1:54,65  | 1. Q     | 1:54,08 | 2.      | [ 11 ] [ 12 ] [ 13 ]    |
| Sarah Sjöström                                                              | 100 m stylem motylkowym | 56,26      | 1. Q       | 55,84    | 1. Q     | 55,48   | 1.      | [ 3 ] [ 4 ] [ 5 ]       |
| Louise Hansson                                                              | 100 m stylem motylkowym | 59,73      | 31.        | NQ       | NQ       | NQ      | NQ      | [ 3 ] [ 4 ] [ 5 ]       |
| Louise Hansson                                                              | 200 m stylem zmiennym   | 2:15,66    | 29.        | NQ       | NQ       | NQ      | NQ      | [ 153 ] [ 154 ] [ 155 ] |
| Sophie Hansson                                                              | 200 m stylem klasycznym | 2:30,59    | 26.        | NQ       | NQ       | NQ      | NQ      | [ 156 ] [ 157 ] [ 158 ] |
| Sophie Hansson                                                              | 100 m stylem klasycznym | 1:08,67    | 26.        | NQ       | NQ       | NQ      | NQ      | [ 159 ] [ 160 ] [ 161 ] |
| Jennie Johansson                                                            | 100 m stylem klasycznym | 1:06,84    | 10. Q      | 1:07,06  | 9.       | NQ      | NQ      | [ 156 ] [ 157 ] [ 158 ] |
| Stina Gardell                                                               | 200 m stylem zmiennym   | 2:14,41    | 20.        | NQ       | NQ       | NQ      | NQ      | [ 153 ] [ 154 ] [ 155 ] |
| Michelle Coleman Louise Hansson Ida Lindborg Ida Marko Varga Sarah Sjöström | 4 × 100 m dowolnym      | 3:36,42    | 6. Q       | —        | —        | 3:35,90 | 5.      | [ 162 ] [ 163 ] [ 164 ] |
| Michelle Coleman Louise Hansson Ida Marko Varga Sarah Sjöström              | 4 × 200 m dowolnym      | 7:53,43    | 8. Q       | —        | —        | 7:50,26 | 5.      | [ 165 ] [ 166 ] [ 167 ] |
| Michelle Coleman Louise Hansson Jennie Johansson Sarah Sjöström             | 4 × 100 m zmiennym      | 3:59,45    | 9.         | —        | —        | NQ      | NQ      | [ 168 ] [ 169 ] [ 170 ] |

### Podnoszenie ciężarów
Kobiety
| Zawodniczka   | Konkurencja | Rwanie | Rwanie  | Podrzut | Podrzut | Razem  | Pozycja | Źródło                  |
| Zawodniczka   | Konkurencja | Wynik  | Pozycja | Wynik   | Pozycja | Razem  | Pozycja | Źródło                  |
| ------------- | ----------- | ------ | ------- | ------- | ------- | ------ | ------- | ----------------------- |
| Angelica Roos | 58 kg       | 84 kg  | 13.     | 110 kg  | 11.     | 194 kg | 12.     | [ 171 ] [ 172 ] [ 173 ] |

### Strzelectwo
Mężczyźni
| Zawodnik        | Konkurencja   | Kwalifikacje | Kwalifikacje | Półfinał | Półfinał | Finał  | Finał   | Źródło                  |
| Zawodnik        | Konkurencja   | Punkty       | Miejsce      | Punkty   | Miejsce  | Punkty | Miejsce | Źródło                  |
| --------------- | ------------- | ------------ | ------------ | -------- | -------- | ------ | ------- | ----------------------- |
| Håkan Dahlby    | trap podwójny | 121          | 18.          | NQ       | NQ       | NQ     | NQ      | [ 174 ] [ 175 ] [ 176 ] |
| Stefan Nilsson  | skeet         | 121          | =3. Q        | 14 (+3)  | =5.      | NQ     | NQ      | [ 14 ] [ 15 ] [ 16 ]    |
| Marcus Svensson | skeet         | 123          | =1. Q        | 16       | =1. Q    | 15     | 2.      | [ 14 ] [ 15 ] [ 16 ]    |

### Taekwondo
Kobiety
| Zawodniczka      | Konkurencja | 1/16                   | Ćwierćfinał         | Półfinał            | Repasaż             | Finał/BM            | Finał/BM | Źródło                  |
| Zawodniczka      | Konkurencja | Przeciwniczka Wynik    | Przeciwniczka Wynik | Przeciwniczka Wynik | Przeciwniczka Wynik | Przeciwniczka Wynik | Pozycja  | Źródło                  |
| ---------------- | ----------- | ---------------------- | ------------------- | ------------------- | ------------------- | ------------------- | -------- | ----------------------- |
| Nikita Glasnović | - 57 kg     | Marton W 4-0           | Mikkonen W 7-4      | Jones P 4-9         | BYE                 | Alizadeh P 1-5      | 5.       | [ 177 ] [ 178 ] [ 179 ] |
| Elin Johansson   | - 67 kg     | Tursunkulova P 2-2 SUP | NQ                  | NQ                  | NQ                  | NQ                  | srebro   | [ 180 ] [ 181 ] [ 182 ] |

### Tenis stołowy
Mężczyźni
| Zawodnik                                      | Konkurencja       | Eliminacje       | Runda 1          | Runda 2          | Runda 3          | Runda 4                 | Ćwierćfinały           | Półfinały        | Finał/BM         | Finał/BM | Źródło                  |
| Zawodnik                                      | Konkurencja       | Przeciwnik Wynik | Przeciwnik Wynik | Przeciwnik Wynik | Przeciwnik Wynik | Przeciwnik Wynik        | Przeciwnik Wynik       | Przeciwnik Wynik | Przeciwnik Wynik | Pozycja  | Źródło                  |
| --------------------------------------------- | ----------------- | ---------------- | ---------------- | ---------------- | ---------------- | ----------------------- | ---------------------- | ---------------- | ---------------- | -------- | ----------------------- |
| Pär Gerell                                    | singel            | BYE              | BYE              | Calderano P 1-4  | NQ               | NQ                      | NQ                     | NQ               | NQ               | NQ       | [ 183 ] [ 184 ] [ 185 ] |
| Kristian Karlsson                             | singel            | BYE              | BYE              | Wang W 4-1       | Samsonau P 2-4   | NQ                      | NQ                     | NQ               | NQ               | NQ       | [ 183 ] [ 184 ] [ 185 ] |
| Pär Gerell Kristian Karlsson Mattias Karlsson | turniej drużynowy | n\a              | n\a              | n\a              | n\a              | Stany Zjednoczone W 3-0 | Korea Południowa P 1-3 | NQ               | NQ               | NQ       | [ 186 ] [ 187 ] [ 188 ] |

Kobiety
| Zawodniczka    | Konkurencja | Eliminacje          | Runda 1             | Runda 2             | Runda 3             | Runda 4             | Ćwierćfinały        | Półfinały           | Finał/BM            | Finał/BM | Źródło                  |
| Zawodniczka    | Konkurencja | Przeciwniczka Wynik | Przeciwniczka Wynik | Przeciwniczka Wynik | Przeciwniczka Wynik | Przeciwniczka Wynik | Przeciwniczka Wynik | Przeciwniczka Wynik | Przeciwniczka Wynik | Pozycja  | Źródło                  |
| -------------- | ----------- | ------------------- | ------------------- | ------------------- | ------------------- | ------------------- | ------------------- | ------------------- | ------------------- | -------- | ----------------------- |
| Matilda Ekholm | singel      | BYE                 | BYE                 | Wu W 4-2            | Jeon J-h P 1-4      | NQ                  | NQ                  | NQ                  | NQ                  | NQ       | [ 189 ] [ 190 ] [ 191 ] |
| Li Fen         | singel      | BYE                 | BYE                 | Balážová W 4-3      | Li P 0-4            | NQ                  | NQ                  | NQ                  | NQ                  | NQ       | [ 189 ] [ 190 ] [ 191 ] |

### Tenis ziemny
Kobiety
| Zawodniczka     | Konkurencja    | 1/32                   | 1/16                | 1/8                 | Ćwierćfinał         | Półfinał            | Finał/BM            | Finał/BM | Źródło                  |
| Zawodniczka     | Konkurencja    | Przeciwniczka Wynik    | Przeciwniczka Wynik | Przeciwniczka Wynik | Przeciwniczka Wynik | Przeciwniczka Wynik | Przeciwniczka Wynik | Pozycja  | Źródło                  |
| --------------- | -------------- | ---------------------- | ------------------- | ------------------- | ------------------- | ------------------- | ------------------- | -------- | ----------------------- |
| Johanna Larsson | gra pojedyncza | Cornet P 1:6, 6:2, 3:6 | NQ                  | NQ                  | NQ                  | NQ                  | NQ                  | =33.     | [ 192 ] [ 193 ] [ 194 ] |

### Triathlon
| Zawodniczka | Konkurencja | Pływanie (1,5 km) | Zmiana 1 | Jazda na rowerze (40 km) | Zmiana 2 | Bieg (10 km) | Czas    | Pozycja | Źródło                  |
| ----------- | ----------- | ----------------- | -------- | ------------------------ | -------- | ------------ | ------- | ------- | ----------------------- |
| Lisa Nordén | kobiety     | 19:17             | 0:53     | 1:01:18                  | 0:40     | 37:55        | 2:00:03 | 16.     | [ 195 ] [ 196 ] [ 197 ] |

### Wioślarstwo
Kobiety
| Zawodniczka           | Konkurencja | Eliminacje | Eliminacje | Repasaż | Repasaż | Ćwierćfinał | Ćwierćfinał | Półfinał | Półfinał | Finał   | Finał   | Pozycja | Źródło                  |
| Zawodniczka           | Konkurencja | Czas       | Miejsce    | Czas    | Miejsce | Czas        | Miejsce     | Czas     | Miejsce  | Czas    | Miejsce | Pozycja | Źródło                  |
| --------------------- | ----------- | ---------- | ---------- | ------- | ------- | ----------- | ----------- | -------- | -------- | ------- | ------- | ------- | ----------------------- |
| Anna Malvina Svennung | jedynka     | 8:48,46    | 5. R       | 7:46,35 | 1. QF   | 7:38,07     | 4. S C/D    | 8:00,41  | 2. FC    | 7:32,54 | 3.      | 15.     | [ 198 ] [ 199 ] [ 200 ] |

### Zapasy
Mężczyźni
Styl klasyczny
| Zawodnik      | Konkurencja | Eliminacje          | 1/8              | Ćwierćfinał      | Półfinał         | Repasaż 1        | Repasaż 2        | Finał            | Finał   | Źródło                  |
| Zawodnik      | Konkurencja | Przeciwnik Wynik    | Przeciwnik Wynik | Przeciwnik Wynik | Przeciwnik Wynik | Przeciwnik Wynik | Przeciwnik Wynik | Przeciwnik Wynik | Miejsce | Źródło                  |
| ------------- | ----------- | ------------------- | ---------------- | ---------------- | ---------------- | ---------------- | ---------------- | ---------------- | ------- | ----------------------- |
| Zakarias Berg | - 85 kg     | Achlaghi P 0-4      | NQ               | NQ               | NQ               | NQ               | NQ               | NQ               | 21.     | [ 201 ] [ 202 ] [ 203 ] |
| Fredrik Schön | - 98 kg     | Dziejniczenka W 3-1 | Kiss W 3-1       | Guri W 4-0       | Lugo P 0-3       | BYE              | BYE              | Rezaji P 1-3     | 5.      | [ 204 ] [ 205 ] [ 206 ] |
| Johan Eurén   | - 130 kg    | —                   | Popow W 5-0      | López P 0-3      | NQ               | —                | Nabi P 0-3       | NQ               | 8.      | [ 207 ] [ 208 ] [ 209 ] |

Kobiety
| Zawodniczka      | Konkurencja | Eliminacje          | 1/8                 | Ćwierćfinał         | Półfinał            | Repasaż 1           | Repasaż 2           | Finał               | Finał   | Źródło                  |
| Zawodniczka      | Konkurencja | Przeciwniczka Wynik | Przeciwniczka Wynik | Przeciwniczka Wynik | Przeciwniczka Wynik | Przeciwniczka Wynik | Przeciwniczka Wynik | Przeciwniczka Wynik | Miejsce | Źródło                  |
| ---------------- | ----------- | ------------------- | ------------------- | ------------------- | ------------------- | ------------------- | ------------------- | ------------------- | ------- | ----------------------- |
| Sofia Mattsson   | - 53 kg     | BYE                 | Adekuoroye W 5-0    | Krawczyk W 3-1      | Maroulis P 0-5      | BYE                 | BYE                 | Zhong W 5-0         | 3.      | [ 29 ] [ 30 ] [ 31 ]    |
| Johanna Mattsson | - 58 kg     | Malik P 1-3         | NQ                  | NQ                  | NQ                  | NQ                  | NQ                  | NQ                  | 14.     | [ 210 ] [ 211 ] [ 212 ] |
| Henna Johansson  | - 63 kg     | BYE                 | Hanzlíčková W 4-0   | Mamaszuk P 1-3      | NQ                  | BYE                 | Łarionowa P 0-5     | NQ                  | 10.     | [ 213 ] [ 214 ] [ 215 ] |
| Jenny Fransson   | - 69 kg     | BYE                 | Store W 3-0         | Focken W 3-1        | Doshō P 1-3         | BYE                 | BYE                 | Yeats W 3-1         | 3.      | [ 32 ] [ 33 ] [ 34 ]    |

### Żeglarstwo
Mężczyźni
| Zawodnik                         | Konkurencja | Wyścig | Wyścig | Wyścig | Wyścig | Wyścig | Wyścig | Wyścig | Wyścig | Wyścig | Wyścig | Wyścig | Punkty | Finałowa pozycja | Źródło                  |
| Zawodnik                         | Konkurencja | 1      | 2      | 3      | 4      | 5      | 6      | 7      | 8      | 9      | 10     | M      | Punkty | Finałowa pozycja | Źródło                  |
| -------------------------------- | ----------- | ------ | ------ | ------ | ------ | ------ | ------ | ------ | ------ | ------ | ------ | ------ | ------ | ---------------- | ----------------------- |
| Jesper Stålheim                  | Laser       | 10     | 23     | 26     | 29     | 10     | 15     | 2      | 3      | 20     | 31     | NQ     | 137    | 16.              | [ 216 ] [ 217 ] [ 218 ] |
| Max Salminen                     | Finn        | 15     | 11     | 13     | 4      | 7      | 4      | 6      | 11     | 7      | 5      | 16     | 90     | 6.               | [ 216 ] [ 219 ] [ 220 ] |
| Fredrik Bergström Anton Dahlberg | 470         | 22     | 8      | 2      | 4      | 8      | 27     | 1      | 5      | 8      | 11     | 10     | 160    | 6.               | [ 216 ] [ 221 ] [ 222 ] |

Kobiety
| Zawodniczka               | Konkurencja  | Wyścig | Wyścig | Wyścig | Wyścig | Wyścig | Wyścig | Wyścig | Wyścig | Wyścig | Wyścig | Wyścig | Wyścig | Wyścig | Punkty | Finałowa pozycja | Źródło                  |
| Zawodniczka               | Konkurencja  | 1      | 2      | 3      | 4      | 5      | 6      | 7      | 8      | 9      | 10     | 11     | 12     | M      | Punkty | Finałowa pozycja | Źródło                  |
| ------------------------- | ------------ | ------ | ------ | ------ | ------ | ------ | ------ | ------ | ------ | ------ | ------ | ------ | ------ | ------ | ------ | ---------------- | ----------------------- |
| Josefin Olsson            | Laser Radial | 17     | 6      | 8      | 17     | 7      | 4      | 3      | 14     | 20     | 9      | n\a    | n\a    | 6      | 90     | 6.               | [ 216 ] [ 223 ] [ 224 ] |
| Lisa Ericson Hanna Klinga | 49erFX       | 11     | 6      | 9      | 15     | 3      | 9      | 10     | 2      | 16     | 14     | 9      | 15     | NQ     | 130    | 11.              | [ 216 ] [ 225 ] [ 226 ] |